# Miriam Locher
Miriam Locher (* 6. Juli 1982 in Basel) ist eine Schweizer Politikerin (SP). Von Januar 2016 bis Oktober 2020 amtierte sie als Fraktionspräsidentin der SP Baselland im Baselbieter Landrat (Kantonsparlament). Seit dem Jahr 2020 ist sie Präsidentin der Sozialdemokratischen Partei Baselland.

## Biografie
Miriam Locher ist in Münchenstein aufgewachsen, wo sie vom Kindergarten bis zum Gymnasium alle Schulen besucht hat und auch heute noch wohnt. Sie politisiert seit 2006 als Mitglied der Gemeindekommission und der Geschäftsprüfungskommission und war von 2009 bis 2020 Co-Präsidentin der lokalen SP-Sektion.
Locher hat 2005 die Pädagogische Hochschule mit dem Bachelor of Arts, Diplom Kindergarten-Unterstufen, abgeschlossen und arbeitet als Kindergärtnerin in Aesch.
2014 rückte Locher für den zurücktretenden Daniel Münger in den  Landrat des Kantons Basel-Landschaft nach, wo sie mittlerweile zusammen mit Adil Koller die SP des Wahlkreises Münchenstein-Arlesheim vertritt. Bei den Landratswahlen 2015 wurde sie mit dem drittbesten, 2019 mit dem besten Ergebnis des Wahlkreises wiedergewählt, als sie 1998 Stimmen erzielte.
Am 3. Dezember 2015 wählte die SP-Fraktion des Baselbieter Landrats Miriam Locher zur neuen Fraktionspräsidentin. Sie löste damit Kathrin Schweizer ab. Locher amtierte bis im Oktober 2020 als Fraktionspräsidentin.
Bei den Nationalratswahlen 2019 wurde sie hinter den beiden bisherigen Samira Marti und Eric Nussbaumer als Erstnachrückende auf der Sozialdemokratischen Liste gewählt.
2020 wurde sie zur Präsidentin der SP Baselland gewählt.
Lochers politische Schwerpunkte liegen in der Bildungs-, Gleichstellungs- und Sozialpolitik. Sie ist seit 2019 ausserdem Vizepräsidentin der landrätlichen Bildungs-, Kultur-, und Sportkommission.
Lochers Mutter ist Jeanne Locher-Polier, seit 2016 Gemeinderätin und seit 2020 Gemeindepräsidentin von Münchenstein.